# Kel Ahaggar
Els Kel Ahaggar foren una confederació dels tuaregs que vivia a la regió de l'Ahaggar.
La confederació està formada per les tribus del Kel Ghela, Taytok i Tégehé Mellet que junt amb els seus vassalls, formen la confederació dels Kel Ahaggar. El capt tradicional o amenokal és escollit entre els Kel Ghela. El amenokal Musa ag Amastan es va sotmetre el 1904 als francesos. L'amenokal Bayy ag Akhemuk no fou reconegut pel govern de l'Algèria independent el 1962 i va morir el 1977.

## Llista d'amenokals
- Yunus ag Sidi ? - 1790
- Ag Mama ag Sidi 1790 - 1830
- al-Hajj Ahmad 1830 - 1877
- Aytarel ag Muhammad Biskra 1877 - 1900
- Attici ag Amellal 1900 - 1904
- Musa ag Amastan 1904 - 1920
- Akhemuk ag Ihemma 1920 - 1941
- Meslar ag Amayas 1941 - 1950
- Bayy ag Akhemuk 1950 - 1962